# Jesion pensylwański
Jesion pensylwański (Fraxinus pennsylvanica Marsh.), czasami nazywany j. omszonym – gatunek drzewa należący do rodziny oliwkowatych. Pochodzi z Ameryki Północnej. W Polsce jest sadzony, czasami dziczeje i samorzutnie rozsiewa się w lasach położonych wzdłuż dróg, gdzie został nasadzony. Po rodzimym jesionie wyniosłym jest drugim co do częstości występowania gatunkiem jesionu w Polsce. Do Europy został sprowadzony w 1783 r., w Ogrodzie Botanicznym w Krakowie rósł już podobno w 1808 r. Współcześnie jest uważany w Polsce za gatunek o cechach inwazyjnych.

## Morfologia

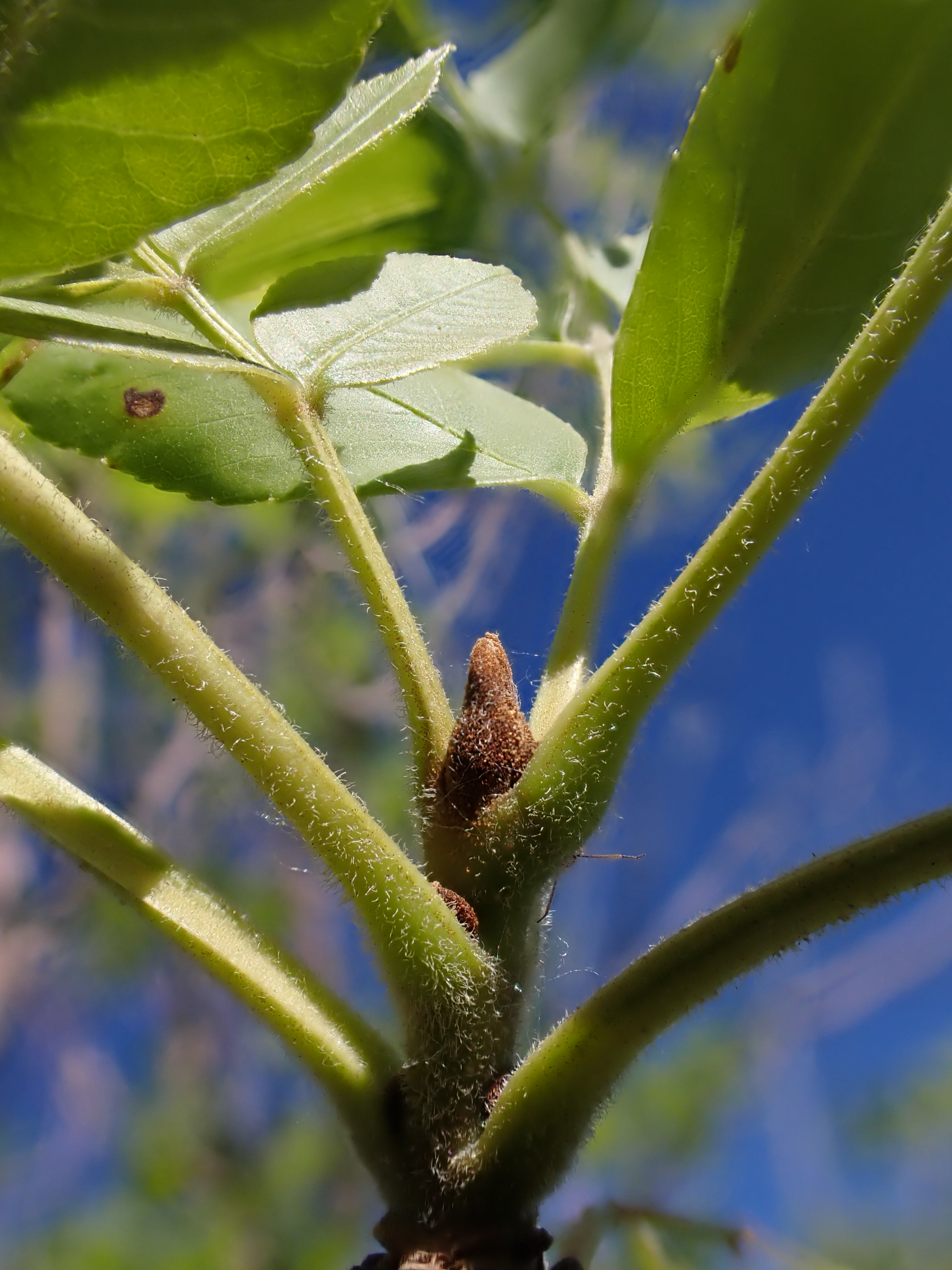
Brązowy pąk

PokrójDrzewo o wysokości zwykle do 20 m. Rekordowy osobnik w Cass County w stanie Minnesota ma 29 metrów wysokości. W Polsce nie przekracza 15 m wysokości. Ma szeroką, jednostronną koronę o zwisających pędach.
ŁodygaMłode pędy mają szarobrunatny kolor, białe przetchlinki i są omszone. Pąki są brązowe.
LiścieNieparzystopierzaście złożone z 5–9 podłużnie jajowatych i drobno piłkowanych listków o długości 9–14 cm. Na spodniej stronie są owłosione. Jesienią przebarwiają się na intensywnie żółty kolor.
KwiatyRozdzielnopłciowe, zebrane w wiechę.
OwoceOskrzydlone, eliptycznopodługowate orzeszki (skrzydlaki) o długości 5–7 cm i szerokości 0,5–1,2 cm. Skrzydełko jest znacznie dłuższe od orzeszka.
Gatunki podobneBywa mylony z dużo rzadszym w Polsce jesionem amerykańskim.

## Biologia i ekologia
Kwitnie przed rozwojem liści od kwietnia do maja. Jest wiatrosiewny. Liczba chromosomów 2n=46. W swoim naturalnym środowisku w Ameryce Północnej występuje głównie na żyznych i wilgotnych, a nawet podmokłych glebach, ale można go spotkać także na prerii.
Jesion pensylwański jest rośliną żywicielską m.in. dla pluskwiaków misecznika śliwowego i Pseudaulacaspis pentagona, które żerują na pędach różnych gatunków roślin. Na jego liściach pseudogalasy tworzy mszyca Prociphilus fraxinifolii. Żerują na nim także szpeciele: Aculus epiphyllus, tworzący galasy na liściach i Aceria fraxiniflora tworząca gąbczaste galasy na kwiatostanach i owocostanach. Jest stosunkowo odporny na infestację grzybem Hymenoscyphus fraxineus, ale jest gospodarzem Hymenoscyphus pusillus.

## Zastosowanie
- W Polsce typowe formy są sadzone w parkach i przy drogach. Nadaje się głównie do nasadzeń krajobrazowych. Jest całkowicie odporny na mróz. Istnieją też odmiany ozdobne.
- Drewno jest trwałe, mocne, dość lekkie, ustępuje nieco wartością drewnu jesionu amerykańskiego.
- W lasach w Polsce był rzadko sadzony, współcześnie zaś uważany jest za inwazyjny[7].

## Odmiany
- 'Crispa'. Jest to nieduże drzewo (wysokość do 10 m) o bardzo zagęszczonych pędach z krótkimi międzywęźlami, uprawiane jako roślina ozdobna. Liście mają długość do 15 cm, są gęsto ułożone, skrzywione względem głównej osi i kędzierzawe. Jesienią przebarwiają się na żółto i szybko opadają. Odmiana ta została wyhodowana przez polskiego ogrodnika F. Różyńskiego z Podzamcza.
- 'Zundert'. Odmiana o szerokostożkowatej koronie polecana do nasadzeń w zieleni miejskiej i przy szerokich drogach.